# Думанська Юлія Ігорівна
Думанська Юлія Ігорівна (нар. 13 червня 1991, Львів, Українська РСР) — українська співачка. Президент ФК «Рух» Львів.

## Навчання
Ю. Думанська народилася у Львові в родині Оксани та Ігоря Думанських.
Навчалася у львівській школі № 91, а з 8го класу перейшла до школи № 90. Потім закінчила географічний факультет (кафедра менеджмент туризму) Львівського національного університету імені Івана Франка.
Паралельно з основним навчанням вона також брала уроки вокалу, займалася у декількох вокальних студіях. Під час навчання у виші співала 5 років у складі львівської групи «Гламур». Однак покинула цей колектив через відсутність розвитку.

## Творчість
У 2013 році Ю.Думанська розпочала співпрацю з новим продюсером Віталієм Козловським.
На початку кар'єри співала пісні виключно російською мовою.[джерело?]
Вони записали дуетну пісню «Тайна», а також зняли одноіменний кліп режисера Каті Царик.
Наступною піснею Ю. Думанської стала сольна пісня «Мама прости». Відео на неї відзняв режисер Євген Тимохін.
В 2015 році вже без свого першого продюсера була записана пісня «Пробач» та відеокліп (режисер — Сергій Солодкий).
У січні 2016 року Ю.Думанська презентувала нову пісню та кліп «Двічі в одну річку не війдеш». Власне це не її пісня, а кавер-версія на пісню Юлії Рай «Річка», написану у 2002 році, проте Юлія Думанська її популяризувала.
1 червня 2017 року була презентована нова пісня «Закохана». Слова до неї написав Потап.

## Дискографія

### Сингли
| Рік  | Пісня                             | Альбом |
| ---- | --------------------------------- | ------ |
| 2014 | «Тайна» feat. Віталій Козловський |        |
| 2014 | «Я новая»                         |        |
| 2014 | «Мама, прости»                    |        |
| 2015 | «Пробач»                          |        |
| 2016 | «Двічі в одну річку не війдеш»    |        |
| 2016 | «Стреляй»                         |        |
| 2016 | «Последний самолет»               |        |
| 2017 | «Закохана»                        |        |
| 2019 | «Колись»                          |        |
| 2020 | «В любові»                        |        |
| 2020 | «Мріяла»                          |        |
| 2021 | «Наворожи»                        |        |
| 2021 | «Я би чекала»                     |        |
| 2022 | «Моє маленьке кошеня»             |        |
| 2022 | «Залишимось вільними»             |        |

## Відеографія
| Рік  | Назва                             | Режисер                          | Альбом |
| ---- | --------------------------------- | -------------------------------- | ------ |
| 2014 | «Тайна» feat. Віталій Козловський | Катерина Царик                   | -      |
| 2014 | «Мама прости»                     | Євген Тимохін                    | -      |
| 2015 | «Пробач»                          | Сергій Солодкий                  | -      |
| 2016 | «Двічі в одну річку не війдеш»    | Сергій Солодкий                  | -      |
| 2016 | «Стреляй»                         | Леонід Колосовський              | -      |
| 2017 | «Закохана»                        | Леонід Колосовський              | -      |
| 2020 | «В любові»                        | Леонід Колосовський              | -      |
| 2020 | «Мріяла»                          | Максим Шелковников, Денис Маноха | -      |
| 2021 | «Наворожи»                        | Леонід Колосовський              | -      |
| 2021 | «Я би чекала»                     | Максим Шелковников, Денис Маноха | -      |

## Нагороди
- Дуетна композиція «Тайна» — номінант музичної премії «YUNA» у категорії «Кращий дует» (2015).
- музична премія Top Hit Music Awards, перемога у номінації «Зліт року» (2021).

## Сім'я
Одружена з львівським підприємцем Григорієм Козловським, виховує доньку. 9 травня 2020 народився син.